# Horizont
Horizont – singel niemieckiej grupy In Extremo. Singel jest drugim utworem na płycie Mein Rasend Herz z 2005 roku. Nagrany jest z Martą Jandovą z grupy Die Happy.

## Spis utworów
1. Horizont
2. Spielmanns Wiederkehr
3. Captus Est [Live At Burgentour]
4. Mein Rasend Herz [Live At Burgentour]